# Maria do Carmo Alves
Maria do Carmo do Nascimento Alves (Cedro de São João, 23 agosto 1941 – Aracaju, 31 agosto 2024) è stata una politica e avvocata brasiliana.

## Biografia

### Origini e formazione
Maria do Carmo do Nascimento nacque a Cedro de São João, comune situato nel nord del Sergipe, il 23 agosto 1941. Studiò e si laureò presso l'Università federale del Sergipe, dove divenne un'avvocata.

### Carriera politica
Nel 1980 entrò in politica, approdando al Partito Democratico Sociale (PDS). Nel 1985 cambiò ed aderì al Partito del Fronte Liberale (PFL). Nel 1996 si candidò quindi come sindaca della città di Aracaju, arrivando al terzo posto. Due anni dopo, alle elezioni generali, venne eletta senatrice in rappresentanza dello Stato federato del Sergipe.
Venne rieletta anche alle successive elezioni generali, nel 2006, nonostante in questa vi fossero riscontrate alcune irregolarità elettorali non confermate però dal Tribunale supremo federale.
Nel marzo 2008 lasciò momentaneamente il Senato a causa di alcuni problemi di salute; subentrò al suo posto il suo vice Virginio de Carvalho. Tornò all'inizio del 2009.
Nel 2014 fu nuovamente eletta senatrice, quando batté il deputato Rogério Carvalho. Con questa riconferma elettorale divenne la prima donna nella storia del Brasile ad essere eletta per tre mandati al Senato Federale. In precedenza, Marluce Pinto, Marina Silva, Lúcia Vânia e Kátia Abreu furono le uniche politiche donne a ricoprire due mandati alla camera alta.
Nel 2015 e nel 2016, anni in cui il marito era sindaco di Aracaju, Maria do Carmo divenne segretaria della famiglia e dell'assistenza sociale della stessa città. In quei periodi la sostituì in Senato il politico Ricardo Franco.
Nel maggio 2016 rientrò in Parlamento per votare a favore dell'apertura del processo della messa in stato di accusa dell'allora presidente Dilma Rousseff. Riacquisì la posizione di senatrice nell'agosto 2016, anche se nell'ottobre seguente ricominciò a lavorare per la città di Aracaju. Riprese definitivamente il 1º gennaio 2017.
Nel 2022 s'iscrisse al partito dei Progressisti; inoltre annunciò pubblicamente la sua intenzione di non ricandidarsi in Parlamento per le elezioni generali dello stesso anno. Lasciò quindi il Senato il 1º febbraio 2023, dopo aver ricoperto il mandato per ventiquattro anni.

### Morte
Maria do Carmo morì la notte del 31 agosto 2024 all'età di 83 anni. Precedentemente era stata ricoverata all'Hospital São Lucas di Aracaju a causa di un tumore del pancreas.

## Vita privata
Si sposò nel 1966 con João Alves Filho, il quale sarebbe divenuto successivamente governatore del Sergipe. I coniugi ebbero tre figli.